# Aleksandar Bratić
Aleksandar Bratić (serbisch-kyrillisch: Александар Братић; * 4. April 1972 in Trebinje, SFR Jugoslawien) ist ein bosnisch-herzegowinischer ehemaliger Fußballspieler. Während seiner Laufbahn spielte er unter anderem bei Hajduk Kula, Roter Stern Belgrad und mehreren Schweizer Vereinen. Er bestritt ein Spiel für die bosnisch-herzegowinische Fußballnationalmannschaft.